# Pseudolophia uniformis
Pseudolophia uniformis är en skalbaggsart som beskrevs av Stefan von Breuning 1938. Pseudolophia uniformis ingår i släktet Pseudolophia och familjen långhorningar. Inga underarter finns listade i Catalogue of Life.